# Les Sept Pendus
Les Sept Pendus (russe : Рассказ о семи повешенных) est une nouvelle écrite en 1908 par l'auteur russe Leonid Andreïev (Léonid Andreev). 

## Résumé
Les Sept Pendus trace les derniers jours de la vie de cinq terroristes qui planifiaient un assassinat, d'un paysan et d'un bandit. Ces personnages attendent le jour de leur exécution par pendaison. En prison, chaque prisonnier lutte avec son destin de sa propre façon.

## Personnages
- Yanson est estonien et travaille comme fermier sur une propriété russe. Il tue son maître et tente de violer la femme du maître.
- Tsiganok est un bandit et voleur russe venant de Orel, la ville natale d'Andreiev. Il est condamné pour meurtre.
- Werner est l'un des terroristes, considéré comme leur chef. C'est un homme qui a vécu une vie sociale, mais est intérieurement amer, méprisant l'humanité qu'il vient à aimer avant sa mort.

## Adaptation
En 1924, Piotr Tchardynine réalise Les Sept Pendus (ru) une adaptation en noir et blanc de la nouvelle. Le film est considéré comme faible sur le plan idéologique par la censure soviétique et détruit en 1928.